# Кохос (Нью-Йорк)
Кохос (англ.  Cohoes ) — город в округе Олбани в штате Нью-Йорк США.

## Описание
Находится в восточной части штата Нью-Йорк. Расположен у водопадов Кохос (местные называют их Великими водопадами; высота 70 футов [21 метр]) реки Мохок, где она впадает в реку Гудзон. Основанный в 1665 году голландской семьей Ван Шайк на колониальной военной дороге между Олбани (10 миль [16 км] к югу) и озером Джордж, его название имеет алгонкинское происхождение и означает «сосна». 
Рост был обусловлен завершением строительства канала Эри в 1825 году и строительством плотины у водопадов, что обеспечило стабильную подачу сравнительно дешевой гидроэнергии.

## Население
| 2010   | 2020    |
| ------ | ------- |
| 16 168 | ↗18 147 |